# 三汴頭
三汴頭，是臺灣彰化縣福興鄉的一個傳統地域名稱，位於該鄉東南部。相較於今日行政區，其範圍大致包括三汴村、萬豐村。

## 歷史
台灣清治末期至日治初期，三汴頭地區為一街庄，稱為「三汴頭庄」，隸屬於馬芝堡。該庄北與埔姜崙庄為鄰，東與曾厝厝庄、下崙庄為鄰，南邊隔員林大排與廍仔庄為界，西邊為外中庄。
1901年（日治明治三十四年）11月，該庄隸屬於彰化廳。1909年（明治四十二年）10月，改隸屬於臺中廳。1920年（大正九年），該庄改制為「三汴頭」大字，隸屬於臺中州彰化郡福興庄。
戰後福興庄改制為福興鄉，隸屬於彰化縣，大字亦改制為村。

## 交通
省道台19線（彰水路一段）又稱「中央公路」，為彰化至台南永康的幹道，大致以東北－西南走向貫穿三汴頭地區，往東北可前往秀水、彰化，往西南可前往溪湖、土庫、北港等地。
省道台76線即「東西向快速公路－漢寶草屯線」，是埔鹽至草屯的高架快速道路，大致以西北—東南走向經過本地區南部邊界地帶，往西北經過與省道台19線交會的埔鹽交流道後，續行縣道144號可前往鹿港南郊，往東南可前往員林，續行可至中興系統交流道接國道3號。
縣道144甲線（番花路一段）是福興番社至花壇赤塗崎的道路，大致以橫向經過本地區中北部，往西可前往番社旁的員林大排接縣道144號本線，往東可前往花壇車站前接省道台1線，亦可續行至赤塗崎接縣道137號。

## 經濟
- 福興工業區